# Waltalingen
Waltalingen is een plaats en voormalige gemeente in het Zwitserse kanton Zürich en maakt deel uit van het district Andelfingen.
Waltalingen telt 681 inwoners.

## Geschiedenis
Op 1 januari 2019 fuseerde Waltalingen met Oberstammheim en Unterstammheim tot de gemeente Stammheim